# Strange Cousins from the West
Strange Cousins From the West è il nono album in studio del gruppo musicale rock statunitense Clutch, pubblicato nel 2009.

## Tracce
Tutte le tracce sono dei Clutch, tranne dove indicato.
1. Motherless Child – 4:15
2. Struck Down – 4:23
3. 50,000 Unstoppable Watts – 3:48
4. Abraham Lincoln – 5:58
5. Minotaur – 4:52
6. The Amazing Kreskin – 4:37
7. Witchdoctor – 4:11
8. Let a Poor Man Be – 5:31
9. Freakonomics – 3:21
10. Algo Ha Cambiado (Norberto Napolitano) – 4:09
11. Sleestak Lightning – 3:47

## Formazione
- Neil Fallon - voce, chitarre
- Tim Suit - chitarre
- Dan Maines - basso
- Jean-Paul Gaster - batteria, percussioni